# Rèvola vera
La rèvola o rèvola vera (Stellaria holostea) és una herba fràgil de fulles sèssils, oposades, sense estípules i llargament acuminades, és a dir, acaben en punta ja des de molt a prop de la base i poden fer d'entre 3 i 8 centímetres de llarg; amb tiges quadrangulars. Produeix flors de color predominantment blanc, amb cinc pètals (pentàmeres) profundament bífids o bipartits fins a llur meitat formant una estrella (d'ací el nom científic, stellaria, de stella "estrella" en llatí) i doblement llargs que els sèpals els quals són glabres i lliures Té de 3 a 10 estams, per bé que poden faltar del tot. És d'inflorescència cimosa bípada. Fa el fruit en càpsula esfèrica d'uns 6-8mm. Les llavors són de subgloboses a reniformes i tuberculades. La floració és des del març a juliol.
Es fa en l'Europa meridional. Es troba en boscos caducifolis humits principalment en l'estatge montà, i també apareix al nord del País Valencià, però no és present a les Balears. A Catalunya és molt comuna a la Vall d'Aran, a les zones silíciques.